# Дыхне, Александр Михайлович
Алекса́ндр Миха́йлович Дыхне́ (27 октября 1933, Москва — 6 января 2005, Москва) — советский и российский физик-теоретик, академик РАН (1992), профессор МФТИ и МГУ.

## Биография

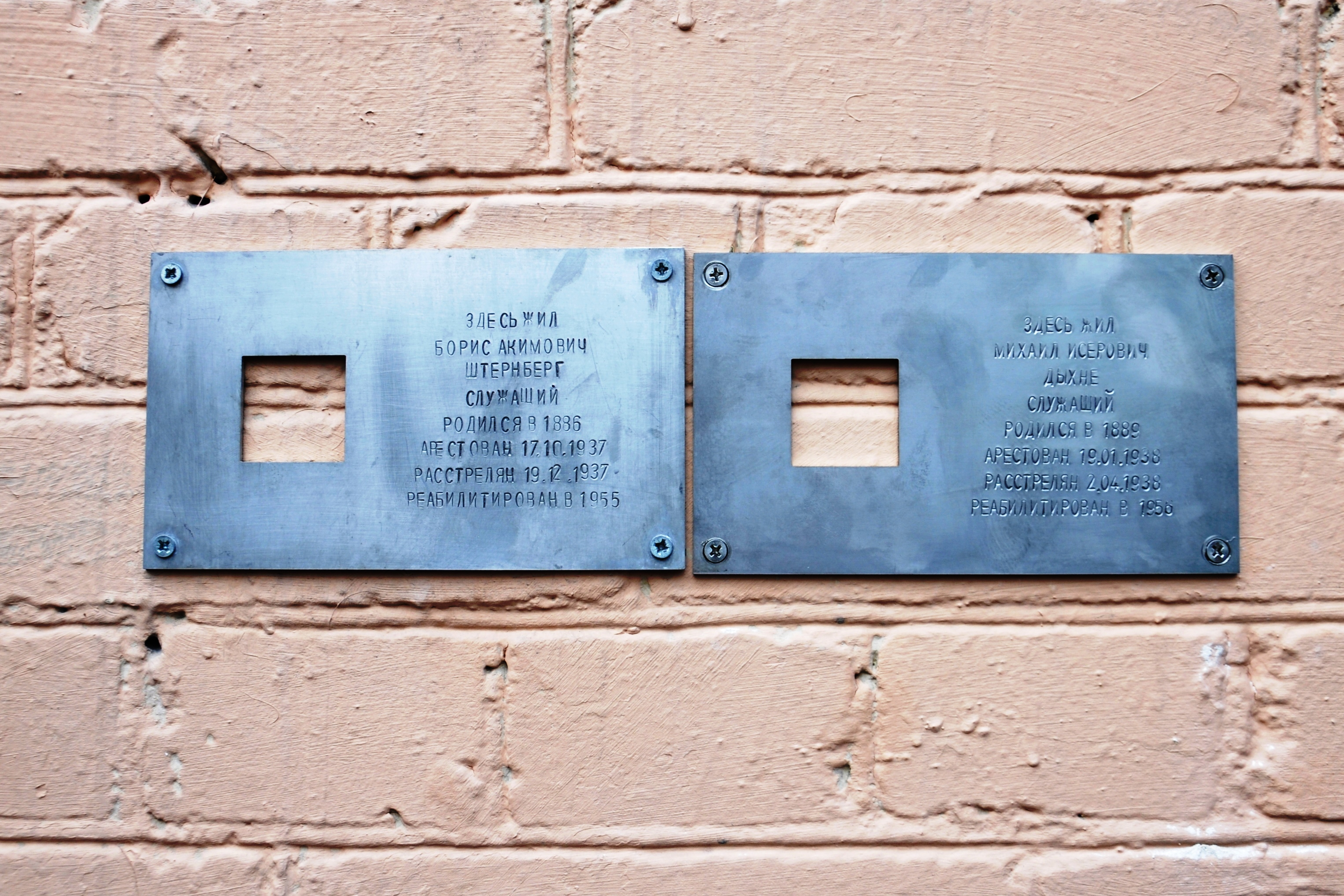
Последний адрес на доме, где жили М. И. Дыхне и другие расстрелянные

Родился в Москве в 1933 году. Родители — Михаил Исерович Дыхне и Ципора Моисеевна Розенблат. Отец был расстрелян в 1938 году, реабилитирован посмертно в 1956. Мать провела семь лет в лагерях, потом была реабилитирована. Детство провел у дяди в Батуми.
Окончил школу с золотой медалью, и в 1955 году — Киевский политехнический институт. Трудовую деятельность начал в ЦЗЛ Кузнецкого металлургического комбината.
С 1957 года — аспирант и научный сотрудник Института радиофизики и электроники СО АН СССР. В 1960 году защитил в Новосибирске диссертацию «Изменение адиабатических инвариантов в классической и квантовой физике» на соискание учёной степени кандидата физико-математических наук.
С 1962 года был сотрудником Института атомной энергии АН СССР и работал в ТРИНИТИ в г. Троицке, где с 1994 года до последних дней жизни возглавлял Центр теоретической физики и вычислительной математики. Под его научным руководством и при непосредственном участии проводились работы по фундаментальным и прикладным вопросам в различных областях физики, математики, биологии. Сотрудничал с М. Д. Франк-Каменецким и Е. П. Велиховым. В 1971 году защитил докторскую диссертацию «Ионизационная турбулентность и аномальное сопротивление низкотемпературной плазмы в сильных магнитных полях», с 1973 года профессор.
Участвовал в ликвидации последствий аварии на Чернобыльской АЭС. Член-корреспондент АН СССР с 23 декабря 1987 года по Отделению общей физики и астрономии, действительный член Российской академии наук 11 июня 1992 года. Заведовал кафедрой прикладной теоретической физики МФТИ. Один из авторов формулы Ландау — Дыхне (задача о переходах в двухуровневой системе при адиабатическом возмущении).
В 1992—2001 годах — председатель экспертного совета ВАК России по физике; в 1994—2000 годах возглавлял экспертный совет РФФИ, с 2000 года — член бюро этого Совета. Являлся членом редколлегии журнала «Поверхность» и советов по направлениям «Физика поверхности», «Физика низкотемпературной плазмы» при Президиуме РАН, председателем секции «Кинетика низкотемпературной плазмы»[уточнить].
Умер 6 января 2005 года, похоронен на Троекуровском кладбище Москвы.
Дети: дочь — Елена (род. 1963), сын — Михаил (1969—1999), дочь — Мария (род. 1971).

## Награды, премии
- Орден Почёта (2003)[8]
- Медаль «За спасение погибавших» (1996)[9]
- Медаль «В память 850-летия Москвы»[3]
- Государственная премия СССР (1986)[3]

## Основные работы
- Теория дрейфового движения молекул в поле резонансного инфракрасного излучения. М., 1980;
- Нелинейное отражение звука в газовых смесях. М., 1987;
- Внезапные возмущения и квантовая эволюция / А. М. Дыхне, Г. Л. Юдин. — М.: Редакция журнала «Успехи физических наук», 1996, 432 с., ISBN 5-85504-004-6/
- Аномальная диффузия в регулярно-неоднородных средах / А. М. Дыхне, И. Л. Драников, П. С. Кондратенко, А. В. Попов. М: ИБРАЭ, 2001.